# Plethodon meridianus
Espèce
Statut de conservation UICN

 VU D2 : Vulnérable
Plethodon meridianus est une espèce d'urodèles de la famille des Plethodontidae.

## Répartition
Cette espèce est endémique de Caroline du Nord aux États-Unis. Elle se rencontre entre 543 et 823 m d'altitude dans les comtés de Burke, de Cleveland et de Rutherford.

## Publication originale
- Highton & Peabody, 2000 : Geographic protein variation and speciation in salamanders of the Plethodon jordani and Plethodon glutinosus complexes in the southern Appalachian Mountains with the description of four new species. The Biology of Plethodontid Salamanders. Kluwer Academic/Plenum Publishers, p. 31-93.